# Laura nue
Pour plus de détails, voir Fiche technique et Distribution.
Laura nue est un film franco-italien coécrit et réalisé en 1960 par Nicolò Ferrari, sorti en Italie en 1961.

## Synopsis
Laura, une jeune femme de la bourgeoisie de Vérone, cherche à s'émanciper, mais est désespérément confrontée à ce qu'elle considère être l'hypocrisie des hommes et au conformisme d'une société qui ne prend en considération la femme que si elle se marie et procrée.

## Autour du film
Le film subit les foudres de la censure après sa réalisation. « Quelques coupes sont effectuées et il est autorisé à sortir, mais, à la suite d’un accord entre les censeurs et la production, assorti d’une interdiction au moins de 16 ans et en plein cœur de l’été – c’est-à-dire, pour l’époque, en catimini ». 

## Fiche technique
- Titre français : Laura nue
- Titre original : Laura nuda
- Réalisation : Nicolò Ferrari
- Scénario : Rudy De Cadaval, Nicolò Ferrari
- Photographie : Luigi Zanni
- Montage : Marcello Benvenuti
- Musique : Armando Trovajoli
- Société de production : Documento Film, Orsay Films
- Société de distribution : Cineriz (Italie)
- Pays de production :  Italie -  France
- Langue originale : italien
- Format : Noir et blanc
- Genre: Drame psychologique
- Durée : 94 min
- Sortie en France : 
  - Italie : 6 août 1961
  - France : 1961 ; 18 juillet 2018 (en version restaurée)

## Distribution
- Giorgia Moll : Laura, une jeune femme instable en amour
- Tomás Milián : Marco, un jeune professeur qui devient l'amant de Laura
- Anne Vernon : Claudia, la meilleure amie de Laura
- Nino Castelnuovo : Franco, le mari de Laura
- Milly : Adriana, la mère de Laura
- Antonio Centa : Sandro, le père de Laura
- Bruno Gardini : Luciano, un ex-amant de Laura
- Antoinette Weynen : Marta, une amie de Laura invitée au mariage
- Françoise De Quental : Une amie de Marta invitée au mariage
- Nerio Bernardi : L'amant d'Adriana
- Nicolo' Stiozzi : Paolo, le jeune pêcheur amoureux de Laura
- Renato Mambor (en) : Toni, un invité au mariage
- Giancarlo Sbragia : Le chapelain au chevet de Laura
- Riccardo Garrone : Alvise, le soupirant de Laura